# Joe Cullen (Fußballspieler)
Joseph „Joe“ Cullen (* 7. Januar 1868 in Hutchesontown, Glasgow; † 27. Oktober 1905 in Glasgow) war ein schottischer Fußballtorhüter.

## Karriere und Leben
Joseph Cullen wurde als Sohn von irischen Eltern in Hutchesontown einem Stadtteil im südlichen Glasgow geboren. Er kam im Januar 1892 zu Celtic Glasgow, zuvor spielte er für den FC Benburb aus dem Glasgower Stadtteil Govan. Die „Bhoys“ waren auf der Suche nach einem neuen Torhüter, nachdem man in einem Spiel gegen den FC Dumbarton mit 0:8 verloren hatte und an der Tom Duff als Hauptursache angesehen wurde.
Cullen debütierte für „Celtic“ am 23. Januar 1892 im Viertelfinale des schottischen Pokals gegen den FC Cowlairs das die Mannschaft mit 4:1 gewann. Cullen stand im April 1892 im Tor als Celtic zum ersten Mal in der Vereinsgeschichte den schottischen Pokal gewann. Am 20. August 1892 stand Cullen zwischen Pfosten als das Eröffnungsspiel im Celtic Park stattfand, in dem die „Bhoys“ den FC Renton 4:3 schlugen. Cullen wurde später von Dan McArthur als Stammtorhüter verdrängt. Cullen gewann mit Celtic drei Meistertitel, einen Pokalsieg und weitere Erfolge darunter den Glasgow Cup.
Nach insgesamt 73 Pflichtspielen darunter 58 in der Liga wechselte der Torhüter im Mai 1897 zu den Tottenham Hotspur nach London. Für den Klub absolvierte er bis 1899 43 Partien in der Southern League, 12 Spiele im FA Cup sowie 70 Spiele in weiteren Wettbewerben und Freundschaftsspielen. Die Saison 1899/1900 spielte er in der Football League Second Division und kam in Konkurrenz zu Alf Webb zu 13 Ligaeinsätzen. Im Dezember 1900 war er immer noch auf Vereinssuche, was aber durch die Ablöseforderung Lincoln Citys in Höhe von £70 deutlich erschwert war.
Cullen starb 1905 im Alter von 37 Jahren an einer Lungenentzündung. Er wurde auf dem St. Kentigerns Friedhof in Lambhill beigesetzt. Im Februar 2017 wurde ein neuer Grabstein von der „Celtic Graves Society“ gestiftet. Bei der Einweihung waren die Lisbon Lions John Fallon und Jim Craig als Gastredner zugegen.

## Erfolge
mit Celtic Glasgow:
- Schottischer Meister (3): 1893, 1894, 1896
- Schottischer Pokalsieger (1): 1892
- Glasgow Cup (3): 1892, 1895, 1896
- Glasgow Merchants Charity Cup (5): 1892, 1893, 1894, 1895, 1896